# Chellata
Chellata è un comune dell'Algeria, situato nella provincia di Béjaïa.